# Pristimantis marahuaka
Espèce
Synonymes
- Eleutherodactylus marahuaka Fuentes & Barrio-Amorós, 2004

Statut de conservation UICN

 VU D2 : Vulnérable
Pristimantis marahuaka est une espèce d'amphibiens de la famille des Craugastoridae.

## Répartition
Cette espèce est endémique du Cerro Marahuaca dans l'État d'Amazonas au Venezuela. Elle se rencontre à environ 2 450 m d'altitude.

## Description
Les mâles mesurent de 22,5 à 22,9 mm et les femelles de 25,0 à 27,0 mm.

## Étymologie
Son nom d'espèce lui a été donné en référence au lieu de sa découverte, le Cerro Marahuaca.

## Publication originale
- Fuentes-Ramos & Barrio-Amorós, 2004 : A new Eleutherodactylus (Anura, Leptodactylidae) from Marahuaka Tepui, Amazonas, Venezuela. Revista de la Academia Colombiana de Ciencias Exactas Fisicas y Naturales, vol. 28, no 107, p. 285-290 (texte intégral).